# Deborah Levi
Deborah Levi (Dillenburg, 28 agosto 1997) è una bobbista e velocista tedesca.

## Biografia
Pratica l'atletica leggera nelle discipline veloci a livello nazionale juniores e under 23 dal 2012 e nei primi anni di attività si è cimentata anche nell'eptathlon.
Dal 2018 compete anche nel bob come frenatrice per la squadra nazionale tedesca. Debuttò in Coppa Europa nella stagione 2018/19 con la pilota Laura Nolte, con cui conquistò la medaglia d'oro nel bob a due ai mondiali juniores di Sankt Moritz 2021, più una d'argento vinta nella speciale classifica riservata alle atlete under 23 nell'edizione di Schönau am Königssee 2019, dove fu quarta a livello assoluto.
Esordì in Coppa del Mondo nella penultima tappa della stagione 2018/19, il 15 febbraio 2019 a Lake Placid, occasione in cui colse anche il suo primo podio concludendo la gara di bob a due al terzo posto in coppia con Stephanie Schneider; vinse la sua prima gara l'11 gennaio 2020 a La Plagne, imponendosi nel bob a due con Laura Nolte.
Prese parte ai campionati mondiali di Altenberg 2021, conquistando la medaglia di bronzo nel bob a due in coppia con Laura Nolte. 
Ai campionati europei vanta una medaglia d'oro vinta nel bob a due a Winterberg 2021 in coppia con Laura Nolte.
Ha inoltre vinto due titoli nazionali nel bob a due (2020 e 2021).

## Palmarès

### Olimpiadi
- 1 medaglia:
  - 1 oro (bob a due a Pechino 2022).

### Mondiali
- 1 medaglia:
  - 2 bronzo (bob a due ad Altenberg 2021).

### Europei
- 1 medaglia:
  - 1 oro (bob a due a Winterberg 2021).

### Mondiali juniores
- 1 medaglia:
  - 1 oro (bob a due a Sankt Moritz 2021.

### Mondiali juniores under 23
- 1 medaglia:
  - 1 argento (bob a due a Schönau am Königssee 2019).

### Coppa del Mondo
- 10 podi (tutti nel bob a due):
  - 6 vittorie;
  - 2 secondi posti;
  - 2 terzi posti.

#### Coppa del Mondo - vittorie
| Data             | Luogo      | Paese    | Disciplina                     |
| ---------------- | ---------- | -------- | ------------------------------ |
| 11 gennaio 2020  | La Plagne  | Francia  | a due con Laura Nolte (pilota) |
| 13 dicembre 2020 | Innsbruck  | Austria  | a due con Laura Nolte (pilota) |
| 9 gennaio 2021   | Winterberg | Germania | a due con Laura Nolte (pilota) |
| 28 novembre 2021 | Innsbruck  | Austria  | a due con Laura Nolte (pilota) |
| 12 dicembre 2021 | Winterberg | Germania | a due con Laura Nolte (pilota) |
| 9 gennaio 2022   | Winterberg | Germania | a due con Laura Nolte (pilota) |

### Campionati tedeschi
- 2 medaglie:
  - 2 ori (bob a due ad Altenberg 2020[1]; bob a due a Schönau am Königssee 2021[2]).

### Circuiti minori

#### Coppa Europa
- 4 podi (tutti nel bob a due):
  - 2 vittorie;
  - 1 secondo posto;
  - 1 terzo posto.